# ملیکا (گیاه)
ملیکا (گیاه) (نام علمی: Melica persica) نام یک گونه از سرده ملیکا است.